# Michelle French
Michelle French , née le 27 janvier 1977 à Fort Lewis, dans l'État de Washington, est une joueuse de soccer (football) devenue entraîneuse américaine. En tant que joueuse, elle évolue au poste de défenseure. Elle compte treize sélections avec l'Équipe des États-Unis de soccer féminin.

## Biographie

### Carrière de joueuse
French commence le football vers l'âge de huit ans. Pendant cinq saisons, elle est élue meilleure joueuse de son lycée, la Kennedy High School, dans la petite ville de Burien, dans l'état de Washington. Au niveau national, elle reçoit le prix du Parade High School All-America pendant deux saisons.
De 1995 à 1999 French étudie la psychologie et la sociologie à l'Université de Portland où elle joue pendant quatre ans pour les Pilots de Portland (l'équipe de soccer féminin de son université). De 1997 à 1999, elle est membre de l'équipe américaine des moins de 21 ans.
Lorsqu'elle obtient son diplôme universitaire en 2000, elle désire travailler comme psychologue sportive mais elle est recrutée comme joueuse par le Freedom de Washington évoluant dans la nouvelle ligue professionnelle, la Women's United Soccer Association. Elle y joue trois saisons et assume un rôle de capitaine (rôle qu'elle partage avec Mia Hamm) . Lors de la saison 2003, elle contribue à la conquête du championnat de la ligue par les Washington Freedoms.  Après la cessation des activités de la Women's United Soccer Association à la fin de 2003, elle signe avec les Sounders Women de Seattle. Elle y joue pendant les saisons 2004, 2006, 2007, 2008 et 2009. Lors de chacune de ses saisons dans la W-League, elle est élue sur l'équipe des étoiles de la ligue (sauf lors de la saison 2007),.  Elle reçoit une écharpe d'or le 5 juin 2010 de la part du Seattle Sounders FC pour son dévouement humanitaire auprès des jeunes fans du club.
Michelle French est également membre de l'équipe nationale des États-Unis (13 sélections au cours des années 1997 à 2001) et elle remporte une médaille d'argent aux Jeux olympiques de 2000.

### Carrière d'entraîneur
Parallèlement à sa carrière de joueuse, French se penche sur le développement des jeunes joueuses. En 2002, elle est nommée entraîneur adjointe des Bruins d'UCLA, club évoluant dans la première division NCAA. Puis en 2005, elle devient entraîneur adjointe des Huskies de l'Université de Washington. Par la suite, French obtient sa licence USSF National “A” coaching. Elle développe une expérience dans l'encadrement des jeunes joueuses et obtient le poste d'entraîneur adjoint de la US Soccer Youth National Team pour les U14, U15, et U17. Avec les U-17 américaines, elle remporte comme entraîneur adjointe le championnat CONCACAF U-17 de 2008 et la médaille d'argent de la Coupe du monde FIFA des moins de 17 ans de 2008. En 2012, elle signe un contrat de deux ans comme entraîneur-chef pour les Sounders Women de Seattle.

## Vie personnelle
En novembre 2008, French apprend qu'elle a un cancer et elle doit aller en chimiothérapie. Faisant preuve de résilience, elle surmonte l'épreuve et moins de six mois après son traitement, elle est de retour sur les terrains de foot.